# 시에라 데 라 플라타

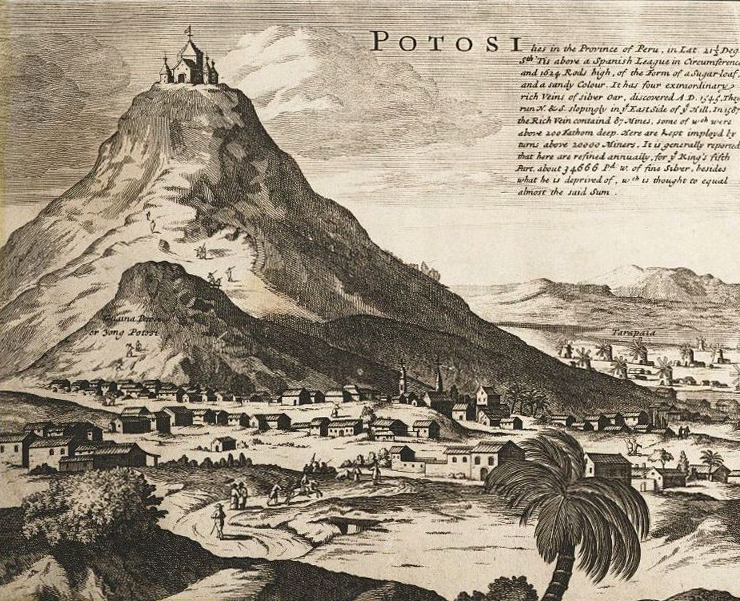

시에라 데 라 플라타(Sierra de la Plata→은의 산)은 16세기에 남아메리카를 탐험하는 유럽인들이 믿었던 전설이다.
라플라타강(Río de la Plata→은의 강)과 아르헨티나(←라틴어: argentum→은) 같은 지명이 여기서 비롯하였다.

## 같이 보기
- 엘도라도